# Gertrud Fussenegger
Gertrud Fussenegger (* 8. Mai 1912 in Pilsen, Böhmen, Österreich-Ungarn; † 19. März 2009 in Linz), (vollständiger Name Gertrud Anna Fussenegger, auch Gertrud Dietz bzw. Dorn, Pseudonym Anna Egger) war eine österreichische Schriftstellerin. Aufgrund ihres Wirkens in der Zeit des Nationalsozialismus blieb Fussenegger bis zu ihrem Tod umstritten.

## Leben
Fussenegger wurde als Tochter des k.u.k. Offiziers Emil Fussenegger geboren und wuchs in Neu Sandez (Galizien), Dornbirn und Telfs auf, ehe sie nach dem Tod ihrer Mutter 1926 wieder nach Pilsen (zu dieser Zeit Tschechoslowakei) zog, wo sie im Sommer 1930 ihre Matura ablegte. Anschließend studierte sie zunächst an der Universität Innsbruck und in München Geschichtswissenschaft, Kunstgeschichte und Philosophie und wurde 1934 in Innsbruck bei Harold Steinacker zum Dr. phil. promoviert.
Bereits im Mai 1933 trat sie angeblich der österreichischen NSDAP bei. Nachdem sie bei einer Demonstration im Mai 1934 in Innsbruck das Horst-Wessel-Lied gesungen und den Hitlergruß dargeboten hatte, wurde sie zu einer Geldstrafe verurteilt. Im Februar 1935 gehörte sie noch einer österreichischen NS-Studentinnengruppe an, wechselte aber im November desselben Jahres ins Deutsche Reich. Nach dem „Anschluss Österreichs“ beantragte sie am 4. August 1938 die Aufnahme in die NSDAP, wurde rückwirkend zum 1. Mai desselben Jahres aufgenommen (Mitgliedsnummer 6.229.747) und huldigte Hitler mit einem Hymnus.
Später lebte sie in München, von wo sie 1943 wegen der Bombardierungen mit den Kindern nach Hall in Tirol übersiedelte. 1961 zog sie nach Leonding bei Linz.

In erster Ehe war sie von 1935 bis zur Scheidung 1947 mit dem Bildhauer Elmar Dietz verheiratet, in zweiter Ehe (seit 1950) mit dem Bildhauer Alois Dorn. 
„Da meine zweite Ehe nur standesamtlich geschlossen war, war ich sehr lange von den Sakramenten ausgeschlossen. Das habe ich als tief schmerzlich empfunden, doch es war ein Schmerz, der auch sehr fruchtbar für mich geworden ist. Nur so ist mir die ganze Kostbarkeit der Eucharistie bewusst geworden. Ich kann es nicht bedauern, dass ich in jener Zeit oft bittere Tränen vergossen habe. Genau genommen war ich beschenkt durch das Verbot.“
 Sie hatte vier Kinder – Ricarda, Traudi, Dorothea und Raimund – aus erster Ehe, einen zweiten Sohn, Lukas, aus der zweiten Ehe.
Gertrud Fussenegger war Mitglied des Österreichischen P.E.N. Clubs, der Humboldt-Gesellschaft, der Sudetendeutschen Akademie und Ehrenmitglied des österreichischen Schriftstellerverbandes. In den Jahren 1977 bis 1979 und 1984 bis 1985 war sie Jury-Mitglied beim Ingeborg-Bachmann-Preis in Klagenfurt. 1991 war sie Jury-Mitglied beim Franz-Grillparzer-Preis der Alfred Toepfer Stiftung F.V.S., was zu heftigen Kontroversen wegen ihrer und des Stifters Vergangenheit führte. 1978 erhielt sie die Humboldt-Plakette als Ehrengabe verliehen.
Der Nachlass ihrer Werke befindet sich im Oberösterreichischen Literaturarchiv im Stifterhaus in Linz.

## Künstlerisches Schaffen
Fussenegger begann mit historischen Romanen, die in unterschiedlichen Epochen spielen. Beeinflusst wurden ihre Erzählungen durch ihre katholische Herkunft. Die Autorin war sich ihrer Abhängigkeit vom Renouveau catholique bewusst, was auch in ihrem Roman Zeit des Raben, Zeit der Taube zum Ausdruck gelangt.
Gertrud Fussenegger verfasste ein mehr als 60 Bücher umfassendes Werk, das in 25 Verlagen veröffentlicht und in elf Sprachen übersetzt wurde.

### Fussenegger und das Dritte Reich
Für die Anfänge ihres Schreibens und die späteren Kontroversen um ihre Person war ihr Verhältnis zum Nationalsozialismus prägend. Bereits im Jahr 1933 trat Fussenegger der österreichischen, 1938 dann der deutschen NSDAP bei. 1939 wurde sie Mitglied der Reichsschrifttumskammer (RSK). Sie nahm an den Weimarer Dichtertreffen 1938 und 1939 teil und hatte Kontakt zu bekannten völkischen Autoren wie Ina Seidel, Lulu von Strauß und Torney-Diederichs, Will Vesper und Wilhelm Pleyer. Trotz ihres Einsatzes für das NS-Regime äußerte das Amt Schrifttumspflege unter der Leitung von Hans Hagemeyer im Amt Rosenberg literarische Einwände gegen ihre Werke. Die Mohrenlegende (1937), eines ihrer ersten Bücher, wurde zwei Jahre nach Erscheinen von den NS-Gutachtern als Kritik an der Rassenideologie und „katholisches Machwerk“ verfemt. Die Diskussion um eben dieses Werk lebte 1993 wieder auf, als Fussenegger der Weilheimer Literaturpreis sowie der Jean-Paul-Preis des Freistaates Bayern verliehen werden sollte.
Viele von Fusseneggers weiteren, meist religiös konzipierten Romanen, Gedichten und Rezensionen fanden allerdings in wichtigen NSDAP-Organen Verbreitung. Ihr Gedicht „Stimme der Ostmark“ wurde 1938 im Völkischen Beobachter abgedruckt. Dieses Gedicht brachte ihr 1945 massive Kritik ein, weil es als Bejubelung des „Anschlusses“ Österreichs und als Verherrlichung Hitlers gesehen wurde. Rund 50 Jahre später erklärte Fussenegger, es tue ihr leid, „viele gute Gedanken verschwendet“ zu haben „auf eine Sache, die dann ein Greuel war“.

Weiterhin heftig umstritten blieb ihr Verhalten während der Zeit des Nationalsozialismus, in der sie Texte im Völkischen Beobachter (27 Beiträge zwischen 1937 und 1941) und anderen nationalsozialistischen Zeitschriften wie Wille und Macht und Das Reich veröffentlichte, Adolf Hitler als Heilsfigur verherrlichte und unter dem Titel „Aus Reiseaufzeichnungen“ (1943) folgende Eindrücke aus Prag niederschrieb:
 „Einst waren hier unter zehn Menschen fünf Juden zu treffen, die Strumpfbänder und Fahrpläne feilboten, die in kostbaren Pelzen oder geckenhaften Anzügen zum Geschäft und Vergnügen flanierten; und neben ihnen war die Straße von Bettlern bevölkert [...] Derlei Unfug ist heute in Prag längst verschwunden […]. [Im Gegensatz zu] früher, da die zwar willig geduldete Überfremdung durch Artandere und Entartete Prag ein zuweilen bis zur Verzerrtheit groteskes Aussehen verlieh.“
Und ein paar Sätze weiter schilderte sie den Alten Jüdischen Friedhof in Prag in antisemitischer Weise mit folgenden Worten:
„Friedhof nennt man diese Stätte? Wir finden uns in einen wüsten Irrgarten versetzt, in ein finsteres und häßliches Labyrinth unzähliger übereinandergetürmter Leichensteine, die in regellosen Massen, schief und gerade, aufrecht und umgestürzt, wie es eben kommt, den schwarzen unbegrünten Grund gleich einer Drachensaat besetzen. Siebenmal – heißt es – liegen hier die Toten übereinander, siebenmal hat man den engen Fleck mit Leichen vollgepfercht. Vergiftet von dem fürchterlichen Gedränge, scheint die Erde hier ihre Gabe verloren zu haben, die ihr übergebenen Leiber zur eigenen reinen Urform aufzulösen und so das Verfallene mit sich selbst zu versöhnen. [...] Hier aber berührt uns der Atem einer fremden, einer feindlichen Welt, einer heimlich noch lauernden Macht, und schaudernd verlassen wir den unseligen Ort.“
1942 gewann Fussenegger mit ihrem Erzählband Eggebrecht das Preisausschreiben „Die Novelle des XX. Jahrhunderts“.

### Nachkriegszeit
In der Sowjetischen Besatzungszone wurden ihre Schriften Der Brautraub (1939) und Böhmische Verzauberungen (1944) auf die Liste der auszusondernden Literatur gesetzt. Auch in Wien wurden 1946 einige ihrer Werke auf die „Liste der gesperrten Autoren und Bücher“ gesetzt.
Noch 1952 schrieb Fussenegger – ganz in der Terminologie der nationalsozialistischen Rassenlehre –, sie gehöre einer Rasse an, die „hellhäutig, helläugig, empfindlich gegen die Wirkung des Lichts, ein Mischtyp aus nordischen und dinarischen Zügen“ zu sein scheine.
In der Nachkriegszeit setzte sich Fussenegger immer wieder mit der deutschen Schuldfrage auseinander. Der Literaturwissenschaftler Klaus Amann bezeichnete ihre Autobiographie von 1979 Ein Spiegelbild mit Feuersäule als „insgesamt ein peinliches Dokument der Verdrängung und der Verstocktheit“. In diesem Werk griff die Autorin die obige Beschreibung des jüdischen Friedhofs erneut auf – „allerdings in einer zeitgemäß ,bereinigten’ Fassung. Hier berichtet sie lediglich von überfüllten Grabstätten, nichts aber von ,Artanderen’ oder ,Entarteten’, die Tendenz des Textes ist eine völlig andere.“
Ihre Mohrenlegende, einerseits von Nationalsozialisten als „katholisches Machwerk“ und als „Mitleidwerbung für Andersrassige“ verunglimpft, die „unvereinbar mit unseren Auffassungen von den Rassegesetzen“ sei, andererseits im Zuge der Vergangenheitsaufarbeitung in Österreich später als „rassistisch“ verurteilt, wurde in der BRD unverändert neu aufgelegt und 1988 von Gernot Friedel verfilmt. Fussenegger veröffentlichte in den folgenden Jahren außerdem Gedichte, Erzählungen und Theaterstücke. Ihr Roman Das verschüttete Antlitz behandelt die Vertreibung der Sudetendeutschen aus der Tschechoslowakei aufgrund der Beneš-Dekrete. Pilatus, ein Oratorium mit Musik von Cesar Bresgen, wurde 1979 beim Carinthischen Sommer in Ossiach uraufgeführt. 1996 fand am Landestheater Linz die Uraufführung der Oper Kojiki – Tage der Götter von Mayuzumi Toshirō statt, für die Fussenegger das Libretto bearbeitete.

## Schriften (Auswahl)
- … wie gleichst du dem Wasser. Novellen. München 1929
- Gemeinschaft und Gemeinschaftsbildung im Rosenroman von Jean Clopinel von Meun. Dissertation Universität Innsbruck 1934 (Digitalisat)
- Geschlecht im Advent. Roman aus deutscher Frühzeit. Potsdam 1936
- Mohrenlegende. Potsdam 1937
- Der Brautraub. Erzählungen. Potsdam 1939[19]
- Die Leute auf Falbeson. Jena 1940
- Eggebrecht. Erzählungen. Jena 1943
- Böhmische Verzauberungen. Jena 1944[20]
- Die Brüder von Lasawa. Roman. Salzburg 1948
- Das Haus der dunklen Krüge. Roman. Salzburg 1951
- In Deine Hand gegeben. Roman. Eugen Diedrichs, Düsseldorf/Köln 1954
- Das verschüttete Antlitz. Roman. Stuttgart 1957
- Südtirol.  Hamburg: Hoffmann und Campe Verlag 1957
- Zeit des Raben, Zeit der Taube. Roman. Stuttgart 1960
- Der Tabakgarten, 6 Geschichten und ein Motto. Stuttgart 1961
- Die Reise nach Amalfi. Hörspiel. Stuttgart 1963
- Die Pulvermühle. Kriminalroman. Stuttgart 1968
- Bibelgeschichten. Wien/Heidelberg 1972
- Widerstand gegen Wetterhähne. Lyrische Kürzel und andere Texte. Stuttgart 1974
- Eines langen Stromes Reise – Die Donau. Linie, Räume, Knotenpunkte. Stuttgart 1976
- Ein Spiegelbild mit Feuersäule. Ein Lebensbericht. Autobiographie. Stuttgart 1979
- Pilatus. Szenenfolge um den Prozess Jesu. Uraufgeführt 1979, verlegt Freiburg i. B./Heidelberg 1982
- Maria Theresia. Wien/München/Zürich/Innsbruck 1980
- Kaiser, König, Kellerhals. Heitere Erzählungen. Wien / München / Zürich / New York 1981
- Sie waren Zeitgenossen. Roman. Stuttgart 1983
- Uns hebt die Welle. Liebe, Sex und Literatur. Ein Essay. Wien/Freiburg i. B./Basel 1984
- Gegenruf. Gedichte. Salzburg 1986
- Jona. Jugendbuch. Wien/München 1987
- Herrscherinnen. Frauen, die Geschichte machten. Stuttgart 1991
- Jirschi oder die Flucht ins Pianino. Graz / Wien / Köln 1995
- Ein Spiel ums andere. Erzählungen. Stuttgart 1996
- Shakespeares Töchter. Drei Novellen. München 1999
- Bourdanins Kinder. Roman. München 2001
- Gertrud Fussenegger. Ein Gespräch über ihr Leben und Werk mit Rainer Hackel. Wien / Köln / Weimar 2005

## Hörspiele
- 1953: Mohrenlegende – Regie: Arthur von Schuschnigg (Hörspielbearbeitung – ORF-Tirol)
- 1954: Mohrenlegende. Ein Funkspiel – Regie: Josef Kandner (Hörspielbearbeitung, Kurzhörspiel – RB)
- 1959: Mohrenlegende – Regie: Axel Corti (Hörspielbearbeitung – ORF-Tirol)
  - Anmerkung: Möglicherweise hat nicht Corti, sondern Hermann Brix Regie geführt!
- 1962: Die Reise nach Amalfi – Regie: Günter Bommert (Hörspielbearbeitung – RB)
- 1963: Der Tabakgarten – Regie: Hans Krendlesberger (Hörspielbearbeitung – ORF-Oberösterreich)
- 1970: Die Reise nach Amalfi – Regie: Klaus Gmeiner (Hörspielbearbeitung – ORF-Salzburg)
- 1973: Der gelbe Saal – Regie: Ferry Bauer (Hörspiel – ORF-Oberösterreich)
- 1974: Die Schwestern – Regie: Ferry Bauer (Hörspiel – ORF-Oberösterreich)
- 1978: Eines langen Stromes Reise – Regie: Ferry Bauer (Hörspielbearbeitung – ORF-Oberösterreich)
- 1984: Die Funkerzählung: Sie waren Zeitgenossen – Regie: Alfred Pittertschatscher (Hörspielbearbeitung – ORF-Oberösterreich)
- 1994: Die Funkerzählung: Durststrecken – Regie: Alfred Pittertschatscher (Hörspiel – ORF-Oberösterreich)
- 1994: Besuch im Altersheim – Regie: Alfred Pittertschatscher (Hörspiel – ORF-Oberösterreich)
- 1997: Ich bin Ophelia – Regie: Alfred Pittertschatscher (Original-Hörspiel – ORF-Oberösterreich)

Quellen: OE1-Hörspieldatenbank für die österreichischen und ARD-Hörspieldatenbank für die deutschen Produktionen

## Auszeichnungen und Ehrungen
- 1942: Erster Preis beim Wettbewerb „Die Novelle des XX. Jahrhunderts“
- 1951: Adalbert-Stifter-Preis
- 1956: Förderpreis des Oldenburgischen Staatstheaters
- 1962: Hauptpreis für Ostdeutsches Schrifttum
- 1958: Nordgau-Kulturpreis der Stadt Amberg in der Kategorie „Dichtung“
- 1963: Adalbert-Stifter-Preis
- 1969: Johann-Peter-Hebel-Preis
- 1972: Andreas-Gryphius-Preis
- 1972: Hauptpreis des Sudetendeutschen Kulturbundes
- 1972: Großer Kulturpreis der Sudetendeutschen Landsmannschaft
- 1972: Verleihung des Professorentitels h. c.
- 1979: Mozart-Preis der Alfred Toepfer Stiftung F.V.S.
- 1979: Humboldt-Plakette
- 1981: Österreichisches Ehrenzeichen für Wissenschaft und Kunst
- 1983: Konrad-Adenauer-Preis der Deutschland-Stiftung (von ihr abgelehnt)
- 1984: Bundesverdienstkreuz 1. Klasse
- 1987: Heinrich-Gleißner-Preis
- 1992: Donauland Sachbuchpreis Danubius
- 1993: Weilheimer Literaturpreis
- 1993: Jean-Paul-Preis[29][30]
- 1999: Kulturmedaille des Landes Oberösterreich
- 2002: Großes Goldenes Ehrenzeichen mit dem Stern für Verdienste um die Republik Österreich[31]
- 2004: Ehrenzeichen des Landes Tirol
- 2007: Komturkreuz mit Stern des päpstlichen Silvesterordens von Papst Benedikt XVI.
- 2007: Egerländer Kulturpreis Johannes-von-Tepl, Arbeitskreis Egerländer Kulturschaffender